# Nørre Stenbro
Nørre Stenbro (uofficielt "Nørrebro",) er et kvarter i det centrale Aarhus. Nørre Stenbro afgrænses af Nørre Boulevard og Østboulevarden mod nord, Kystvejen mod øst, Nørreport mod syd og Nørrebrogade mod vest.
Nørre Stenbro udgør den sydlige del af bydelen Trøjborg og ligger i Midtbyen.
Kvarteret er præget af gårdrydninger med et børnevenligt miljø.
Navnet Nørre Stenbro er fra 1975 og opstår i forbindelse med virket af den lokale beboerforening. Navnet kan endvidere knyttes til betegnelsen "Stentoften" som området mod Nørreport tidligere blev kaldt.
Bydelen er i dag præget af både boliger og erhverv, men var oprindeligt et tætbebygget og rendyrket arbejderkvarter. Dette ændredes kraftigt i løbet af 1970'erne, hvor befolkningstætheden blev mindsket. Mange børnefamilier flyttede til andre områder i byen og en stor del af boligerne blev omdannet til ejerlejligheder.

## Galleri
- Nørreport markerer den sydlige grænse for Nørre Stenbro
- Raas Gård med Arkitektskolen Aarhus
- Mejlborg, en markant bygning på Nørre Stenbro
- Østbanetorvet
- Nordre Kirkegård
- Skovvejen

## Fodnoter
1. ↑  "Dagtilbuddet "Nørrebro"". Arkiveret fra originalen 2. april 2015. Hentet 8. april 2011.

## Ekstern henvisninger
- Wikimedia Commons har flere filer relateret til Nørre Stenbro